# Richlands (Virgínia)
Richlands és una població dels Estats Units a l'estat de Virgínia. Segons el cens del 2000 tenia 4.144 habitants.

## Demografia
Segons el cens del 2000, Richlands tenia 4.144 habitants, 1.882 habitatges, i 1.223 famílies. La densitat de població era de 603,8 habitants per km².
Dels 1.882 habitatges en un 25,2% hi vivien nens de menys de 18 anys, en un 48,7% hi vivien parelles casades, en un 12,8% dones solteres, i en un 35% no eren unitats familiars. En el 32,1% dels habitatges hi vivien persones soles el 15,6% de les quals corresponia a persones de 65 anys o més que vivien soles. El nombre mitjà de persones vivint en cada habitatge era de 2,2 i el nombre mitjà de persones que vivien en cada família era de 2,76.
Per edats la població es repartia de la següent manera: un 20,1% tenia menys de 18 anys, un 8,3% entre 18 i 24, un 27,7% entre 25 i 44, un 25,4% de 45 a 60 i un 18,5% 65 anys o més.
L'edat mediana era de 41 anys. Per cada 100 dones de 18 o més anys hi havia 79 homes.
La renda mediana per habitatge era de 23.712$ i la renda mediana per família de 30.257$. Els homes tenien una renda mediana de 30.682$ mentre que les dones 18.670$. La renda per capita de la població era de 15.548$. Entorn del 13,6% de les famílies i el 17,8% de la població estaven per davall del llindar de pobresa.

## Poblacions més properes
El següent diagrama mostra les poblacions més properes.